# 新感覚☆キーワードで英会話
『新感覚☆キーワードで英会話』（しんかんかく キーワードでえいかいわ）は、2006年4月4日から2007年3月29日（再放送は同年4月7日）までNHK教育テレビで放送された語学番組である。
それまで3年間にわたって放送されてきた『100語でスタート!英会話』を引き継ぐ番組で、単語の「コアイメージ」を視覚的に捉えて意味を学ぶという新しいスタイルを取り入れた英語の入門講座である。
2007年4月から後継番組として『新感覚☆わかる使える英文法』を放送した。

## 放送時間
いずれも日本標準時。
- 本放送：月曜日～木曜日 23時00分～23時10分（10分間）
  - 2006年9月までは、火～金曜日の同時間に放送されていた。これは、総合テレビ『英語でしゃべらナイト』が、同年4月改編でそれまでの月曜日から金曜日に移動し、当番組と放送時間帯が重なったことに対する苦情がNHKに多数寄せられたことによる。
- 再放送：翌週月曜日～木曜日 12時00分～12時10分／日曜日 7時00分～7時40分（1週間分）

※2006年8月7日～10日、14日～17日にかけては、高校野球のため翌週再放送分が放送できなかったため、翌週の土曜日（12日、19日）の14時20分～15時にまとめて放送された。

※2007年3月26日～29日、4月2日にかけては、高校野球のため翌週再放送分が放送できなかったため、翌週の土曜日（31日は15時10分～15時50分、4月7日は15時～15時10分）にまとめて放送された。

## 番組内容
毎回、中学レベルの基本英単語を1語～2語とりあげ、その単語の「コアイメージ」をビジュアル的に感覚で捉える。6ヶ月間で約150の単語を学習する。
月ごとにテーマが決まっている。
- 4月（再放送：10月）　基本動詞編

よく使われる基本動詞をコアイメージを通して解説する。
　　　1. take
　　　2. give
　　　3. get
　　　4. have
　　　5. hold
　　　6. keep
　　　7. make
　　　8. break
　　　9. cut
　　　10. be
　　　11. put
　　　12. set
　　　13. catch
　　　14. come
　　　15. go
　　　16. run
- 5月（再放送：11月）　似たもの動詞編

似たような意味の動詞を比較して違いを解説する。
　　　17. look & see
　　　18. say & tell
　　　19. speak & talk
　　　20. hit & strike
　　　21. listen & hear
　　　22. throw & cast
　　　23. push & press
　　　24. pull & draw
　　　25. fall & drop
　　　26. pull & draw
　　　27. carry & bring
　　　28. remain & stay
　　　29. lay & lie
　　　30. move & pass
　　　31. turn & change
　　　32. spread & extend
　　　33. touch & meet
　　　34. work & operate
　　　35. close & shut
　　　36. lift & raise
- 6月（再放送：12月）　前置詞編（副詞含む）

辞書的な和訳だけでは理解しにくい前置詞をコアイメージを通して解説する。
　　　37. in
　　　38. on
　　　39. at
　　　40. by
　　　41. to
　　　42. with
　　　43. for
　　　44. of
　　　45. under
　　　46. up & down
　　　47. out
　　　48. off & away
　　　49. over
　　　50. through
　　　51. across & along
　　　52. around & about
- 7月（再放送：1月）　形容詞編

似たような意味の形容詞について「どんな名詞を修飾できるか」などを比較して違いを解説する。形容詞編にのみ以下の特徴がある。
- コアイメージの演出が他と異なる。主に静止画が使われBGMも異なる。
- 講師と生徒が直接対話するコーナーが設けられている。

　　　53. good & great
　　　54. bad & wrong
　　　55. big & large
　　　56. little & small
　　　57. nice & fine
　　　58. clever & wise
　　　59. right & correct
　　　60. true & real
　　　61. fast & quick
　　　62. high & tall
　　　63. low & short
　　　64. wide & broad
　　　65. sharp & keen
　　　66. new & fresh
　　　67. hard & firm
　　　68. happy & glad
- 8月（再放送：2月）　名詞・文法項目編

上旬は似たような意味の名詞を比較して違いを解説する。下旬は他の月のテーマのどれにも当てはまらない単語や文法関連の概念について解説。
　　　69. way & course
　　　70. heart & mind
　　　71. head & face
　　　72. eye & mouth
　　　73. front & side
　　　74. line & point
　　　75. end & edge
　　　76. sense & interest
　　　77. a (an)
　　　78. the
　　　79. to do
　　　80. doing
　　　81. will
　　　82. should
　　　83. as
　　　84. what
- 9月（再放送：3月）　動詞＋副詞編

動詞と副詞の組み合わせで表されるいわゆる「句動詞」について解説する。
　　　85. take + 副詞
　　　86. give + 副詞
　　　87. get + 副詞
　　　88. hold + 副詞
　　　89. keep + 副詞
　　　90. break + 副詞
　　　91. cut + 副詞
　　　92. put + 副詞
　　　93. come + 副詞
　　　94. go + 副詞
　　　95. run + 副詞
　　　96. push + 副詞
　　　97. pull + 副詞
　　　98. carry + 副詞
　　　99. bring + 副詞
　　　100. turn + 副詞
そのほかに、9月最終週に101～104回分として、総まとめの役割の「特別編」があった。

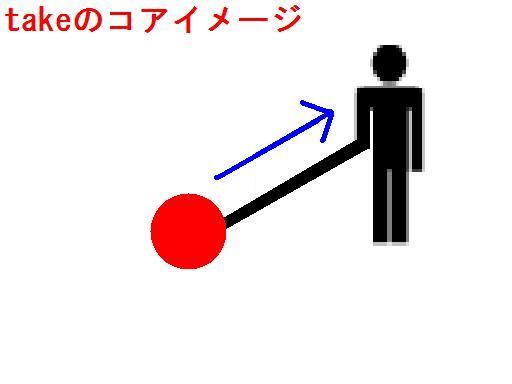
takeのコアイメージ「何かを自分のところに取り込む」
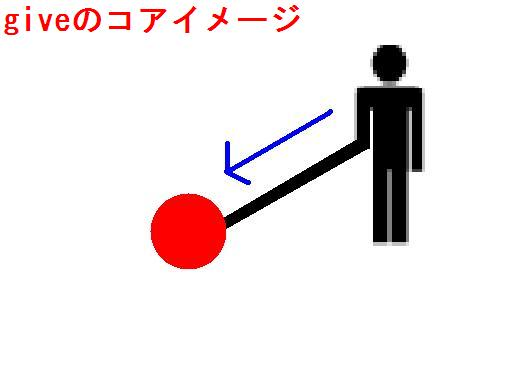
giveのコアイメージ「何かを自分のところから出す」
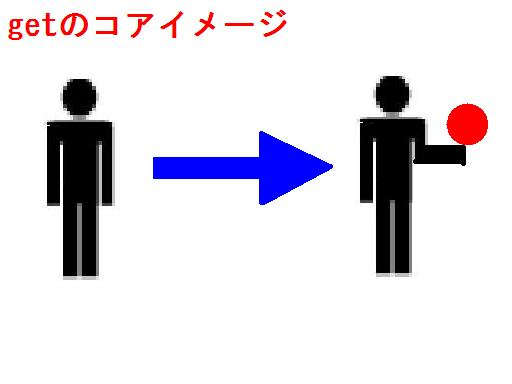
getのコアイメージ「ある状態にする（なる）」

### スキット
この番組のスキットはCGアニメで作られており、登場人物の大半は猫でごく稀に蟻が登場する。会話というよりはごく短いフレーズのみで構成されている回も少なくない。

## 出演者

### 講師
- 田中茂範：主任講師。「基本動詞編」、「似たもの動詞編」、「前置詞編」、「動詞＋副詞編」講師（慶應義塾大学環境情報学部教授）
- 河原清志：「形容詞編」講師（慶應義塾大学SFC研究所訪問研究員）
- 佐藤芳明：「名詞・文法項目編」講師（慶應義塾大学SFC研究所訪問研究員）

### スタジオ解説
- 安良城紅（歌手）

### 生徒
- 藤岡正明（歌手）

### その他
- 戸田ダリオ：CGキャラクター「辞書猫のTANGO」の声担当
- ショーン・ニコルス：スキット部分のキャラクターの声担当
- リーソル・ウィルカーソン：スキット部分のキャラクターの声担当

## 補足
- TANGOのグラフィックは後番組の「わかる使える英文法」で"cybercat"として使われたが、声はダリオ戸田ではなかった。